# Болдур (Тимиш)
Болдур (рум. Boldur) насеље је у Румунији у округу Тимиш у општини Болдур. Oпштина се налази на надморској висини од 108 m.

## Прошлост
Аустријски царски ревизор Ерлер је 1774. године констатовао да место припада округу и дистрикту Лугож. Становништво је било претежно влашко. Болдур је 1824. године православна парохија у саставу Лугошког протопопијата. У селу су три свештеника Румуна, из породице Крачун - Георгије, Дамаскин и Николај (капелан), док је ђакон био Србин, Николај Павловић.

## Становништво
Према подацима из 2002. године у насељу је живело 2567 становника.

### Попис2002.
| Расподела становништва по националности 2002.‍ | Расподела становништва по националности 2002.‍ | Расподела становништва по националности 2002.‍ | Расподела становништва по националности 2002.‍ | Расподела становништва по националности 2002.‍ |
| --------------------------------------------- | --------------------------------------------- | --------------------------------------------- | --------------------------------------------- | --------------------------------------------- |
|                                               |                                               |                                               |                                               |                                               |
| Румуни                                        | Румуни                                        |                                               | 2.446                                         | 95,3%                                         |
| Мађари                                        | Мађари                                        |                                               | 51                                            | 2,0%                                          |
| Роми                                          | Роми                                          |                                               | 13                                            | 0,5%                                          |
| Украјинци                                     | Украјинци                                     |                                               | 50                                            | 1,9%                                          |
| Немци                                         | Немци                                         |                                               | 6                                             | 0,2%                                          |

### Хронологија
| Година       | 1992 | 1993 | 1994 | 1995 | 1996 | 1997 | 1998 | 1999 | 2000 | 2001 | 2002 | 2003 | 2004 | 2005 | 2006 | 2007 | 2008 | 2009 | 2010 | 2011 | 2012 | 2013 | 2014 | 2015 | 2016 | 2017 |
| ------------ | ---- | ---- | ---- | ---- | ---- | ---- | ---- | ---- | ---- | ---- | ---- | ---- | ---- | ---- | ---- | ---- | ---- | ---- | ---- | ---- | ---- | ---- | ---- | ---- | ---- | ---- |
| Становништво | 2452 | 2419 | 2379 | 2351 | 2384 | 2365 | 2362 | 2339 | 2323 | 2317 | 2316 | 2322 | 2301 | 2286 | 2298 | 2306 | 2308 | 2329 | 2330 | 2355 | 2343 | 2327 | 2340 | 2327 | 2342 | 2344 |